# Правда (Волчихинський район)
Пра́вда (рос. Правда) — селище у складі Волчихинського району Алтайського краю, Росія. Входить до складу Волчихинської сільської ради.

## Населення
Населення — 615 осіб (2010; 667 у 2002).
Національний склад (станом на 2002 рік):
- росіяни — 85 %